# Liste d'élections en 1927
Chronologie des élections
- 1923
- 1924
- 1925
- 1926
- 1927
- 1928
- 1929
- 1930
- 1931

Cette liste recense les élections organisées durant l'année 1927. Elle inclut les élections législatives et présidentielles nationales dans les États souverains, ainsi que les principaux référendums.
Des alternances au pouvoir par la voie démocratique ont lieu en Finlande et en Islande en juillet, et en Norvège en octobre. Dans le même temps des États non démocratiques organisent des simulacres d'élections, avec des régimes à parti unique - tels le Salvador en janvier, l'URSS en avril et le Liberia en mai.

## Élections

### Janvier
| Date      | Pays     | Élections      | Notes                                                             | Résultats |
| --------- | -------- | -------------- | ----------------------------------------------------------------- | --- |
| 9 janvier | Salvador | Présidentielle | Le Salvador à cette date est un État autoritaire et oligarchique. | Seul candidat, le vice-président sortant Pío Romero Bosque (Parti national démocrate, seul parti du pays) est automatiquement élu président avec 100 % des suffrages. |

### Avril
| Date     | Pays     | Élections    | Notes | Résultats |
| -------- | -------- | ------------ | --- | --- |
| 24 avril | Autriche | Législatives | | La coalition du Le Parti chrétien-social (droite conservatrice, catholique, populiste et antisémite) et du Parti populaire de la Grande Allemagne (droite pan-germaniste, ethnique-nationaliste et antisémite) conserve sa très courte majorité absolue des sièges. Ignaz Seipel (PCS) demeure chancelier. |
| avril    | URSS     | Législatives | Élection du Congrès des Soviets de l'Union soviétique. L'URSS stalinienne est un État à parti unique. De nombreux opposants présumés au gouvernement sont privés du droit de vote. Les candidats sont choisis lors de réunions publiques. | Le Parti communiste conserve mécaniquement le contrôle du Congrès. |

### Mai
| Date   | Pays     | Élections      | Notes | Résultats |
| ------ | -------- | -------------- | --- | --- |
| 3 mai  | Libéria  | Présidentielle | Le Libéria à cette date est de fait une dictature à parti unique, où le pouvoir est réservé aux descendants des colons afro-américains qui ont soumis une partie de la population autochtone en esclavage et vendent des esclaves aux colonies portugaises. | Bien que seuls quelque 15 000 personnes aient le droit de vote (des hommes d'ascendance afro-américaine, au suffrage censitaire), le président sortant Charles D. B. King (parti True Whig : droite autoritaire conservatrice) est déclaré réélu avec quelque 240 000 suffrages à son nom, soit 96,4 % des suffrages exprimés face à un unique autre candidat, Thomas Faulkner. Ce qui équivaut à un taux de participation de plus de 1 660 % à ce scrutin. |
| 22 mai | Chili    | Présidentielle | Le général Carlos Ibáñez del Campo a pris le pouvoir par un coup de force en 1925, gouvernant initialement à travers des présidents fantoches, Arturo Alessandri puis Emiliano Figueroa Larraín. À la démission de ce dernier, Carlos Ibáñez devient président par intérim et organise cette élection présidentielle, boycottée par tous les partis d'opposition sauf le Parti communiste dont le candidat est en exil. | Carlos Ibáñez (sans étiquette) est élu avec 98,0 % des voix face à Elías Lafertte (Parti communiste). |
| 29 mai | Bulgarie | Législatives   | | La coalition de l'Alliance démocrate (droite) et du Parti national libéral (droite), au pouvoir, remporte la majorité absolue des sièges, bénéficiant d'une nouvelle loi qui accorde cette majorité absolue au parti ou à la coalition qui remporte la majorité relative des suffrages. Andreï Liaptchev demeure Premier ministre. |
| mai    | Bolivie  | Législatives   | | Parlement sans majorité. Le Parti nationaliste (centre-gauche progressiste) obtient la majorité relative à la Chambre des députés, et le Parti libéral (laïc, attrape-tout) la majorité relative au Sénat. |

### Juin
| Date   | Pays    | Élections    | Notes | Résultats |
| ------ | ------- | ------------ | ----- | --- |
| 9 juin | Irlande | Législatives |       | Parlement sans majorité. Le parti Cumann na nGaedheal (centre-droit conservateur chrétien-démocrate) recule mais conserve sa majorité relative des sièges. Le refus des élus des partis républicains Fianna Fáil et Sinn Féin de prêter serment d'allégeance à la Couronne, et donc leur refus de siéger, confère néanmoins au Cumann na nGaedheal une majorité absolue au Dáil Éireann. William T. Cosgrave (Cumann na nGaedheal) demeure Premier ministre. La décision du Fianna Fáil de prêter finalement serment et de siéger à partir d'août amène le gouvernement à organiser des élections anticipées en septembre. |

### Juillet
| Date             | Pays     | Élections    | Notes | Résultats |
| ---------------- | -------- | ------------ | --- | --- |
| 1er et 2 juillet | Finlande | Législatives | | Parlement sans majorité. Alternance. Le Parti social-démocrate (gauche) conserve sa majorité relative avec près d'un tiers des sièges, mais perd le pouvoir. Juho Sunila (Ligue agrarienne : centre-droit libéral-conservateur) devient Premier ministre, formant un gouvernement minoritaire. |
| 9 juillet        | Islande  | Législatives | | Parlement sans majorité. Alternance. Le Parti du progrès (centre-droit agrarien) remporte la majorité relative des sièges, et Tryggvi Þórhallsson devient Premier ministre. |
| 7 au 14 juillet  | Roumanie | Législatives | | Le Parti national libéral (centre-droit national-libéral) remporte une très large majorité des sièges dans les deux chambres. Ion I. C. Brătianu demeure Premier ministre. |
| 20 juillet       | Turquie  | Législatives | Bien que le gouvernement du président Mustafa Kemal Atatürk encourage la création de partis d'opposition, il n'y en a aucun à cette date. | Seul en lice, le Parti républicain populaire (centre-gauche progressiste, laïc et étatiste) remporte tous les sièges, avec un taux de participation toutefois de seulement 20 %. İsmet İnönü demeure Premier ministre.                                                                         |

### Septembre
| Date         | Pays                                    | Élections    | Notes | Résultats |
| ------------ | --------------------------------------- | ------------ | ----- | --- |
| 11 septembre | Royaume des Serbes, Croates et Slovènes | Législatives |       | Parlement sans majorité. Le Parti radical populaire (conservateur, serbe) y demeure la principale force avec plus d'un tiers des sièges. Velimir Vukićević (radical populaire) demeure Premier ministre.                                                                                   |
| 15 septembre | Irlande                                 | Législatives |       | Parlement sans majorité. Le parti Cumann na nGaedheal (centre-droit conservateur chrétien-démocrate) conserve la majorité relative des sièges. William T. Cosgrave (Cumann na nGaedheal) demeure Premier ministre à la tête d'un gouvernement de coalition avec le Parti des agriculteurs. |

### Octobre
| Date       | Pays    | Élections    | Notes | Résultats |
| ---------- | ------- | ------------ | ----- | --- |
| 17 octobre | Norvège | Législatives |       | Parlement sans majorité. Alternance. Le Parti travailliste (gauche) devient le premier parti au Parlement avec plus d'un tiers des sièges. L'alliance du Parti conservateur (centre-droit chrétien-démocrate) et du Parti libéral de gauche (centre-droit conservateur, libéral en économie), au pouvoir, recule nettement. Christopher Hornsrud devient le premier Premier ministre travailliste de l'histoire du pays, formant un gouvernement minoritaire. |